# Отель «Мэриголд». Лучший из экзотических
«Отель „Мэриголд“. Лучший из экзотических» (англ. The Best Exotic Marigold Hotel) — художественный фильм, трагикомедия британского режиссёра Джона Мэддена, повествующая о группе людей преклонного возраста, решивших переселиться в элитный отель в Джайпуре. Мировая премьера состоялась на кинорынке в Сорренто;                             а на кинофестивале в Глазго (Великобритания) 17 февраля 2012 года он получил главный приз. 
Главные роли исполняют Джуди Денч и Билл Найи. Картина получила две номинации на премию «Золотой глобус» («Лучший комедийный фильм» и «Лучшая женская роль в комедии или мюзикле» для Джуди Денч) и была тепло принята мировыми кинокритиками.

## Сюжет
Небольшая группа британских пенсионеров получает предложение переселиться в элитный дом престарелых в индийском Джайпуре. По разным причинам они принимают это необычное предложение и отправляются в экзотическую и незнакомую для них страну. Однако прибыв на место, они обнаруживают, что в реальности отель «Мэриголд», управляемый молодым человеком по имени Сонни, далек от картинки в рекламном проспекте. Тем не менее, вскоре бытовые неудобства отступают на второй план по мере того, как пожилые люди всё лучше узнают друг друга.

## В ролях
- Джуди Денч — Эвелин Гринслейд
- Билл Найи — Дуглас Эйнсли
- Дев Патель — Сонни Капур
- Том Уилкинсон — Грэм Дэшвуд
- Пенелопа Уилтон — Джин Эйнсли
- Мэгги Смит — Мюриэль Доннелли
- Селия Имри — Мадж Хардкасл
- Рональд Пикап — Норман Казнс
- Дайана Хардкасл — Кэрол

## Награды и номинации
- 2013 — 2 номинации на премию «Золотой глобус»: лучший фильм — комедия или мюзикл, лучшая женская роль — комедия или мюзикл (Джуди Денч)
- 2013 — номинация на премию BAFTA за лучший британский фильм
- 2013 — номинация на премию «Выбор критиков» за лучший актёрский состав
- 2013 — 2 номинации на премию Гильдии киноактёров США: лучшая женская роль второго плана (Мэгги Смит), лучший актёрский состав
- 2012 — 5 номинаций на премию британского независимого кино: лучший британский независимый фильм, лучший режиссёр (Джон Мэдден), лучшая женская роль (Джуди Денч), лучшая мужская роль второго плана (Том Уилкинсон), лучшая женская роль второго плана (Мэгги Смит)